# Serrat de la Guineu
El Serrat de la Guineu és una muntanya de 617 metres que es troba al municipi de Gaià, a la comarca catalana del Bages.